# Josep Maria Mas Solench
Josep Maria Mas Solench   (Santa Coloma de Farners, 21 de maig de 1925 - 1 de desembre de 2005) va ser un jurista i estudiós català vinculat al món de l'edició i la cultura. L'Ajuntament de Santa Coloma de Farners l'ha anomenat fill predilecte de la ciutat.
Des del 1995 exercí la presidència de la Societat Catalana d'Estudis Jurídics, filial de l'Institut d'Estudis Catalans. Va escriure nombrosos llibres de dret català, com El dret civil dels catalans, Mil anys de dret a Catalunya, El Tribunal de Cassació de Catalunya, Legislació Civil del Parlament de Catalunya i Dret Forestal a Catalunya. Es va casar amb Maria Dolors Margarit Gruart.
En la seva última etapa va centrar els esforços a divulgar la vida i l'obra de personatges colomencs il·lustres a través d'una sèrie de biografies. Aquestes foren sobre Salvador d'Horta (1989), Ivon l'Escop (1992), Bartomeu Xiberta (1997), Sant Dalmau Moner (1998), Josep Maria Millàs i Vallicrosa (1998), Lluís Rodés (2002) i Frederic Clascar i Sanou (2005).